# Дашделен, Айлин
Айлин Дашделен (тур. Aylin Daşdelen; род. 1 января 1982, Йозгат) — турецкая тяжелоатлетка, выступавшая в весовой категории до 53 и до 58 килограммов. Четырёхкратная чемпионка Европы, призёр чемпионата мира и участница Олимпийских игр.

## Биография
Айлин Дашделен родилась в Анкаре 1 января 1982 года. Имеет высшее образование в Эгейском университете.

## Карьера
Айлин Дашделен выступала на взрослом чемпионате мира 2001 года в весовой категории до 53 килограммов. Подняв 85 и 100 кг в рывке и толчке, соответственно, она заняла итоговое восьмое место с результатом 185 кг.
На юниорском чемпионате мира 2002 года она стала серебряным призёром с результатом 190 кг. На университетском Кубке мира Айлин выступала в весовой категории до 58 килограммов и стала третьей с суммой 180 кг.
На чемпионате мира 2003 года в Ванкувере Айлин Дашделен завоевала бронзовую медаль в весовой категории до 58 килограммов, подняв в сумме 210 кг (92,5 + 117,5).
Айлин вошла в состав сборной Турции на Олимпийские игры 2004 года в Афинах и стала четвёртой в весовой категории до 58 килограммов, показав лучший результат в карьере — 100 кг в рывке и 125 кг в толчке (сумма 225 кг).
На чемпионате мира 2007 года в Чиангмае турецкая тяжелоатлетка стала лишь двадцатой с результатом 190 кг.
На чемпионате Европы 2009 года она сумела завоевать серебро, подняв лишь 187 кг в весовой категории до 53 кг. В том же году она стала второй на Средиземноморских играх 2009 года с результатом 197 кг, но перешла в более «тяжёлую» категорию до 58 кг. На чемпионате мира стала шестой, вновь выступая в категории до 53 кг. Её результат составил 198 кг.
Айлин Дашделен стала чемпионкой Европы 2010 года в Минске в категории до 53 килограммов, подняв в сумме 208 кг, а также две малые золотые медали за рывок и толчок. В том же году она участвовала на чемпионате мира в Анталье, став второй в сумме с результатом 211 кг. Она также завоевала две малые медали — бронзу в рывке и серебро в толчке.
На чемпионате Европы 2011 в Казани защитила титул с результатом 202 кг, также победив и в рывке, и в толчке. На чемпионате мира в Париже вновь стала второй, подняв 219 кг. Также завоевала малую серебряную медаль в толчке.
На чемпионате Европы 2012 года в Анталье не сумела защитить титул, став второй. На Олимпийских играх в Лондоне, которые стали для неё вторыми в карьере, подняла 91 килограмм в рывке, но не сумела зафиксировать ни один вес в толчке.
На Средиземноморских играх 2013 года завоевала золото в весовой категории до 58 килограммов с результатом 200 кг.